# Edmond Forgemol de Bostquenard
Edmond Forgemol de Bostquenard est un homme politique français né le 20 novembre 1851 à Tournan (Seine-et-Marne) et décédé le 2 juin 1923 à Rueil-Malmaison.

## Biographie
Fonctionnaire au ministère de la Guerre, mais également journaliste, il est élu conseiller d'arrondissement, puis conseiller général. Il est sénateur de Seine-et-Marne de 1900 à 1909, secrétaire du Sénat de 1904 à 1906, inscrit au groupe de l'Union républicaine. Il est député de Seine-et-Marne de 1910 à 1914.

## Sources
- « Edmond Forgemol de Bostquenard », dans le Dictionnaire des parlementaires français (1889-1940), sous la direction de Jean Jolly, PUF, 1960 [détail de l’édition]